# Amminoacidi chetogenici
Gli amminoacidi chetogenici, o KAA, dall'inglese Ketogenic Ammino Acids, sono quegli amminoacidi che possono essere convertiti ad acetil-CoA o acetoacetato, e quindi contribuire alla formazione di corpi chetonici.
Il processo metabolico della chetogenesi si verifica principalmente nel fegato a partire dagli acidi grassi a lunga catena (LCFA) provenienti dalla scissione dei trigliceridi nel tessuto adiposo (lipolisi). Un'altra potenziale fonte endogena per la formazione dei corpi chetonici è data dai cosiddetti amminoacidi chetogenici, ovvero fenilalanina, tirosina, treonina, triptofano, isoleucina, leucina, e lisina. Comunque, leucina e lisina sono gli unici considerati unicamente chetogenici, poiché i restanti possono essere utilizzati anche per essere convertiti a glucosio tramite il processo di gluconeogenesi (amminoacidi glucogenetici). Si sostiene che gli amminoacidi chetogenici forniscano un contributo insignificante a tale processo. Tuttavia, cinque o sei amminoacidi chetogenici sono indispensabili, e il loro catabolismo in reazione alla chetogenesi può influire in maniera importante sul metabolismo proteico e sull'intero stato dell'organismo. Tuttavia tra essi solo quelli elaborati nel fegato, ossia tirosina (e quindi anche fenilalanina), triptofano, lisina sono in grado di immettere in circolo (quindi a supporto dell'intero organismo) i corpi chetonici, dato che leucina ed isoleucina sono elaborate nel muscolo il quale li utilizza solo per sé stesso. Viene tuttavia prestata poca attenzione ai ruoli e funzioni, e all'importanza clinica degli amminoacidi chetogenici, e le informazioni disponibili sono presenti solo in un numero limitato di riviste mediche.

## Amminoacidi chetogenici[1]
Nell'uomo, solo due amminoacidi sono esclusivamente chetogenici:
- Leucina
- Lisina

Mentre altri 5 amminoacidi sono sia chetogenici sia glucogenetici:
- Fenilalanina
- Isoleucina
- Tirosina
- Treonina*
- Triptofano

*alcuni testi escludono la treonina dagli amminoacidi chetogenici.